# Danail Bachkov
Danail Bachkov (Bulgaars : Данаил Бачков) (Plovdiv, 21 december 1976) is een voormalige Bulgaars voetballer die voorkeur speelde als verdediger.

## Carrière
Bachkov heeft gespeeld bij Spartak Plovdiv, Lokomotiv Plovdiv, Levski Sofia, Tsjerno More Varna, Rodopa Smoljan en FK Sportist Svoge.
Bachkov maakte zijn debuut voor Bulgarije in 2002. Hij heeft 2 wedstrijden gespeeld voor de nationale ploeg. Hij beëindigt zijn voetbalcarrière in 2010 en daarna werd hij Jeugd-trainer bij FK Minjor Pernik. Op 16 juni 2017 werd Bachkov aangesteld als trainer voor FK Minjor Pernik. Hij werd in november ontslagen na een reeks slechte resultaten.

## Erelijst

### Levski Sofia
- Bulgaarse voetbalbeker : 2003